# Bouna (Ciad)
Bouna   è un comune del Ciad situato nel dipartimento di Barh Sara, provincia di Mandoul.